# Río Tapi
El río Tapi (o Tapee) (tailandés: แม่น้ำตาปี, RTGS: Maenam Tapi, es el más largo del sur de Tailandia. Nace en el monte Khao Luang, en la provincia de Nakhon Si Thammarat, y desemboca en el golfo de Tailandia en la bahía de Bandon, cerca de la ciudad de Surat Thani. Tiene una longitud de 230 kilómetros.
El río drena una superficie de 5.460 kilómetros cuadrados y en 1997 tenía un caudal anual de 135,4 metros cúbicos por segundo o 4,3 kilómetros cúbicos  al año. El río Phum Duang (o río Khiri Rat), que drena otros 6.125 km² al oeste de la cuenca del Tapi, se une al estuario a 15 km al oeste de Surat Thani en Amphoe Phunphin.
El río recibió su nombre el 29 de julio de 1915, en honor al río Tapti en Surat, India, poco después de que la ciudad de Surat Thani fuera nombrada en honor a la ciudad de Surat en Guyarat, India .
La isla de Ko Lamphu (เกาะ ลำพู) se encuentra en el río Tapi, a unos 9 km de su desembocadura, cerca del centro de la ciudad de Surat Thani.
En 1975, un área de 29.6 km² de tierras pantanosas en la orilla este del río en el distrito de Khian Sa fue declarada zona no cinegética de Nong Thung Thong.